# Виборг (город)
Ви́борг (дат. Viborg) — город в Дании. Административный центр области Центральная Ютландия, расположен на севере области. В прошлом — главный город Ютландии. Площадь собственно города составляет (без территории коммуны) — 1474,05 км². Численность городского населения — 42 305 человек (на 2024 год).
Виборг — один из старейших городов Дании. В 1130 году здесь был заложен собор, крипта которого XII века сохранилась до наших дней. Интересен также исторический центр, состоящий из многочисленных зданий в стиле барокко вокруг собора. Виборг — центр лютеранско-евангелического епископства.
Название Виборга представляет собой комбинацию двух древнескандинавских слов: vé, что означает святое место, и borg, что означает крепость, но первоначальным названием города было Vvibiærgh, где -biærgh означает холм (современное датское - bjerg (гора))

## История

### Ранний период и средние века
Самые старые археологические находки на месте Виборга можно датировать концом VII века: здесь находилась ферма викингов. Около 1000 год была застроена улица Sct. Peders Stræde.
В начале XI века в городе жил один из королевских мастеров монетного двора Свартгол, который чеканил своё имя на монетах вместе с именем короля и названием города Виборга. В 1018 году здесь им была отчеканена монета Кнуда Великого.
В 1060 году Виборг становится епископством. В 1072 году Адам Бременский упоминает Виборг в своем описании Дании. В 1103 год в Виборге король Эрик Добрый прощается со своим народом перед тем, как отправиться в паломничество. Эрик Добрый умирает на Кипре, не доехав до Святой Земли. На вершине Боргволда установлен мемориальный камень королю.

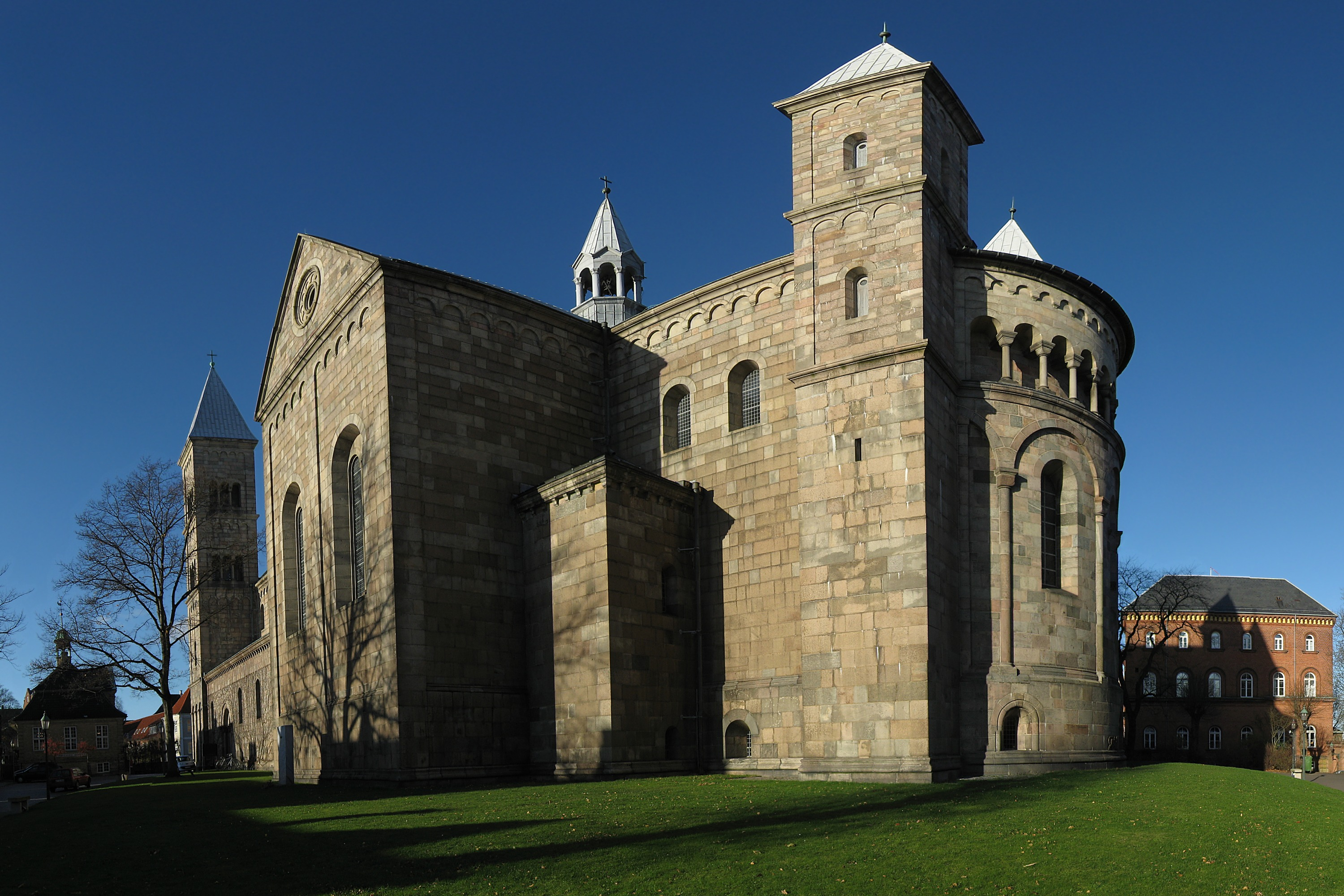
Виборгский кафедральный собор

В 1130 году начато строительство Виборгского собора. Строительство длилось около 50 лет. Сегодня[когда?] от первоначального собора сохранился только склеп.
В 1132 году виборгский епископ Эскильд убит во время церковной службы перед алтарем церкви Асмильд. Убийство предположительно произошло в рамках гражданской войны между королем Нильсом и будущим королем Эриком II
В 1150 году при Виборге сражаются принцы Свенд и Кнуд. В 1151 году Свенд укрепляет Виборг валами и рвами. Город-крепость имел площадь 67 га. Крупнее были только Роскилле (73 га) и Лунд (84 га). В 1157 году южнее Виборга происходит битва при Грате, в ходе которой будущий король Вальдемар побеждает Свенда и становится единоличным королем, позже названным Вальдемаром Великим.
В 1313 году жители Ютландии в Совете Виборгского графства отказываются платить дополнительные налоги за дорогостоящие войны короля Эрика Менведа и восстают против короля. Немецкие наемники короля Эрика подавляют восстание. В том же году король Эрик Менвед строит замок в Боргвольде. Чтобы обеспечить водой рвы, он построил плотину Сёндерсё в Сёндермёлле. Вода поднимается на 2 м, район Сёндерсё оказывается затоплен, а наземная связь с Асмильдом исчезает. С тех пор уровень воды в Нёрресё и Сёндерсё держится на такой высоте. В 1320 году королевский замок Боргвольд разрушен. Власть короля ослаблена, и преемник Эрика Менведа Кристофер II вынужден согласиться на требования восставших.
В 1340 году впервые в письменных источниках упоминается Виборгский городской совет. 1440 годом датируется первое письменное подтверждение городских привилегий Виборга. 11 апреля король Кристофер III Баварский выдает самое старое сохранившееся письмо о привилегиях Виборга, в котором в 38 пунктах перечислены права и свободы, предоставленные городу предыдущими королями.

### Реформация
20 января 1523 году в Виборге на совете графства объявляется восстание против короля Кристиана Второго. 26 марта Фредерик Шлезвигский провозглашается советом графства Выборг новым королем Дании.
В 1525 году лютеранского проповедника, ученика Мартина Лютера, Ганса Таузена, переводят в Виборг. В 1526 году Ганс Таузен начинает свою лютеранскую вечернюю проповедь. 23 октября 1526 год король Фредерик издал охранную грамоту, обязывающую власти Выборга защищать Ганса Таузена. В 1528 году открылась первая в Виборге типография, где печатаются реформаторские сочинения Ганса Таузена и его помощника Йоргена Йенсена Садолина. В 1529 году снесены 12 приходских церквей. В 1530 году взволнованные граждане-евангелисты и проповедники заставляют католических священников прекратить читать католические мессы в соборе.
В 1534 году епископы и высшая знать избирают в Виборге сына герцога Кристиана новым королём Кристианом в разгар гражданской войны (Графская распря). 8 марта 1535 года герцог Кристиан будет провозглашён новым королём — Кристианом III — на совете Виборгского графства представителями всех сословий. В 1536 году последний католический епископ Виборгской епархии, ненавистный Йорген Фриис, заключён в тюрьму и помещён в собственную тюремную башню в замке Хальд. В том же году Шкипер Климент, лидер восставших фермеров, публично казнён перед Виборгским собором.
В 1567 году пожаром уничтожена восточная часть Виборга. В 1602 году в Виборг приходит страшная «белая чума». В 1615 год — очередной разорительный пожар. В 1618 году в Виборге происходит суд над ведьмами.

### Эпоха абсолютизма и упадок города
Введение в 1669 года абсолютной монархии означает серьёзные перемены для Виборга. Королей больше не будут чествовать на совете Виборгского графства, прекратятся сословные собрания в Виборге. Новым центром власти станет всемогущий королевский двор в городе резиденции Копенгагене.
Согласно переписи 1672 года в Виборге проживает 2696 жителей. 1862 человека принадлежат к самообеспечивающимся семьям города, 794 — «обнищавшие, бедные или пользующиеся милостыней», 32 — работники больниц и 2 городских служащих с семьями из 8 человек. Виборг занимает третье место среди торговых городов Ютландии. В Ольборге проживает 4181 человек, а в Орхусе — 3474 человека. Оценка объектов недвижимости 1682 года показывает наличие заброшенных участков и ветхой собственности в городе. Налоговая перепись 1725 года показывает, что население Выборга сократилось до 2170 человек: Виыборг находится в упадке.
В 1726 году случился великий Виборгский пожар. Пожар уничтожил 71 ферму, 78 домов и ларьков. Без крова остались 215 семей или половина жителей города. 
В 1805 году старые советы графств упраздняются. Вместо этого создаётся Королевский Ландсоверрет.

### Индустриализация

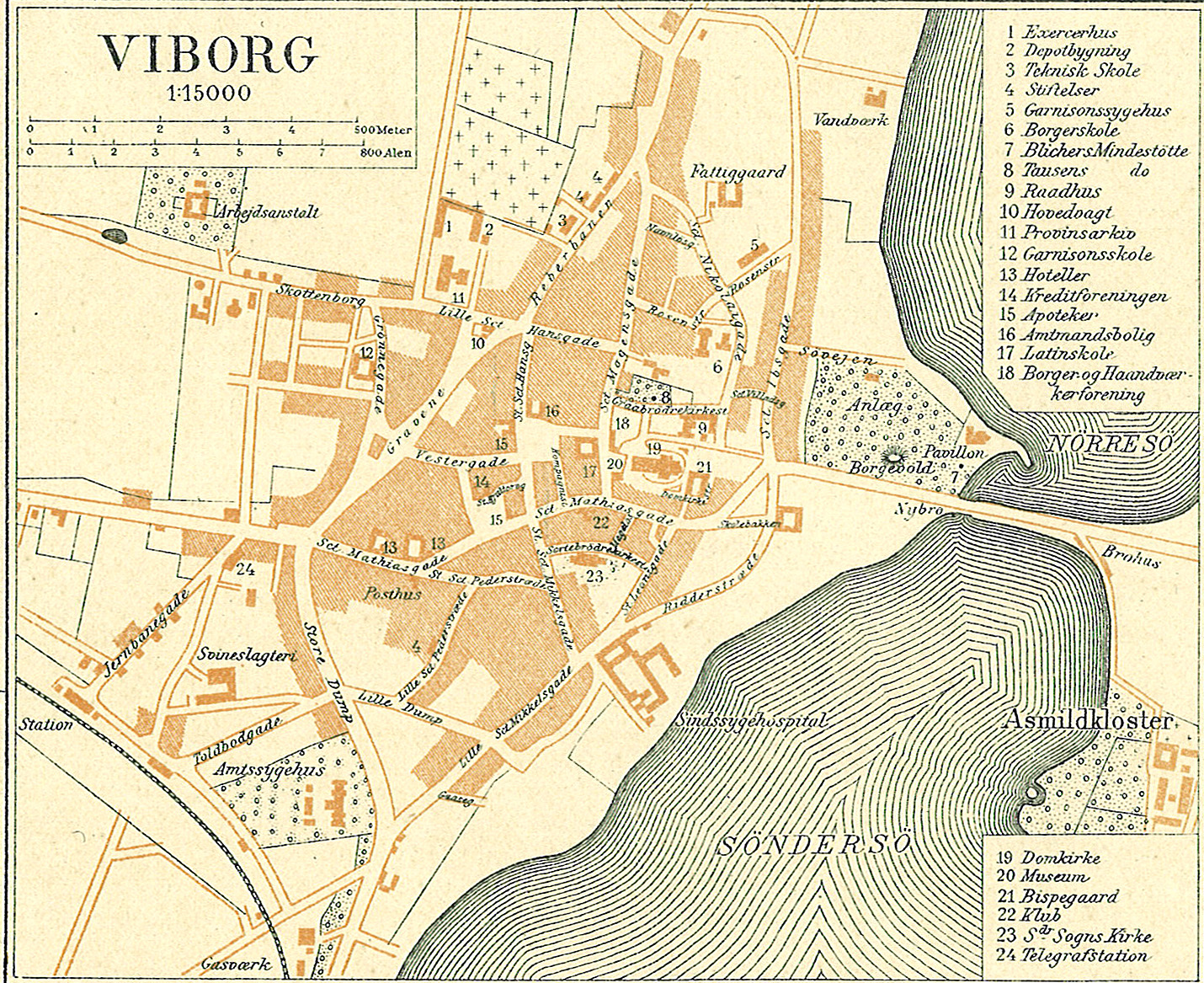
План Виборга, 1900 год

В начале XIX века в городе открываются текстильные фабрики. В 1811 году открывается первый городской театр. В 1817 году в Виборге открывается первая публичная библиотека Ютландии.
В 1826 году открыта первая богадельня Виборга. В 1832 году начинает работу Bryggeriet Odin — пивоварня по производству белого пива. С 1869 года в городе стали варить и баварское пиво. Согласно переписи 1834 года в Виборге проживает 3419 жителей.
В 1836 году открыт мемориал Ганса Таузена. В том же году открыт еженедельный почтовый маршрут из Раннерса через Виборг в Скиве, Нюкёбинг и Тистед.
В 1844 году гражданские вооруженные силы преобразуются в пожарную команду и полицию, которые являются муниципальными. В 1845 году основано Выборгское торговое товарищество. В 1845 году строится вторая виборгская богадельня, которая одновременно выполняет функции работного дома. С 1850 года вводится ежедневная доставка почты. В 1851 году открывается трикотажная фабрика в Доллерапе (закрыта в 1967 году).
В 1856 года основано Товарищество ремесленников. В следующем году открывается Виборгский телеграф. В 1859 года открывается первый газовый завод. Добыча природного газа продолжалась до 1972 года. В 1863 году открылась железная дорога Ланго — Виборг.
В 1864 году восстановлен Виборгский собор. В 1865 году Виборг станл гарнизонным городом (до 2001 года). В Рёдевее построены складские здания и спортивный зал, а в Розенстреде — гарнизонный госпиталь. Солдаты проживают в частном порядке. В город приезжают 758 капралов и рядовых, а также несколько офицеров.

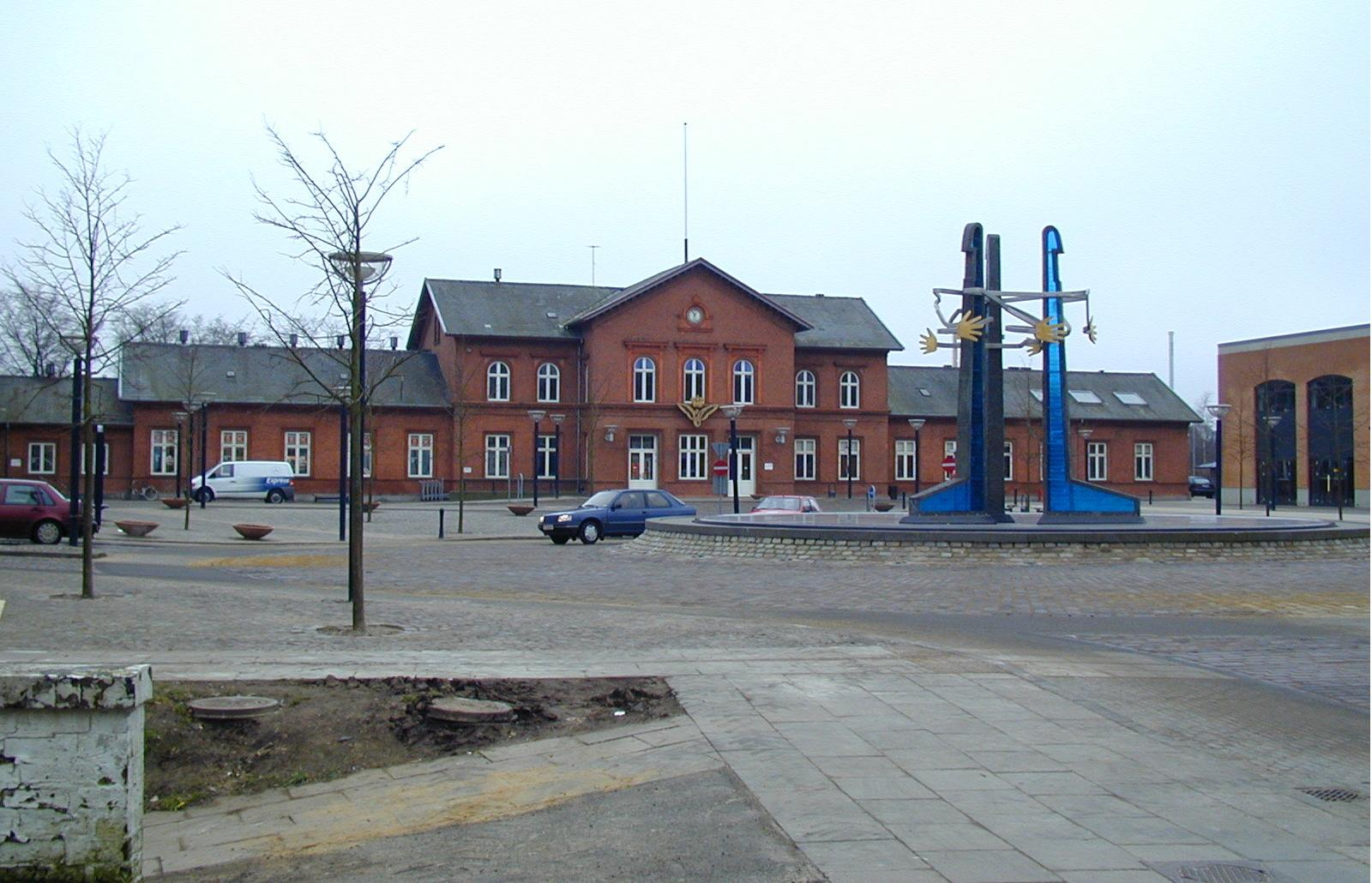
Передний фасад Виборгского вокзала

В 1872 году в Виборге основано Датское рабочее общество. В 1884 году основано Виборгское общество трезвости. В 1891 году в городе открывается здание Национального архива Северной Ютландии. В 1893 году открыта железная дорога Выборг — Лёгстёр через Алеструп. В 1895 году в Ребербанене открывается здание Технической школы. В 1896 году введён в эксплуатацию нынешний железнодорожный вокзал. В 1900 году открывается виборгский водопровод. В 1921 году начала работу канализация. в 1927 году начато движение по железной дороге Виборг-Фааруп-Мариагер (прекращено в 1965 году).

### Вторая мировая война
В 1940 год Дания оккупирована. В Виборге расквартировано 3000 немецких солдат. 
1 августа 1942 году английские десантники высаживаются в Фарсё. На приеме присутствуют два ученика Виборгской соборной школы Кристиан Ульрик Хансен и Эрик Ньеманн. Кристиан Ульрик Хансен позже казнен немцами. 13 августа 1943 год в Виборге происходит первая зарегистрированная диверсия: взорваны пять грузовиков, едущих за немцами. В 1944 году диверсионная деятельность сопротивления усиливается. В Виборге зарегистрировано 13 диверсий против компаний, продукцию которых используют немцы. Кроме того, зарегистрировано 868 железнодорожных диверсий и 12 сходов поездов с рельсов на участках между Виборгом и Струером, Ланго, Хернингом и Лёгстёром. В 1945 году немецкие беженцы стекаются в Данию. Многие из них размещены в Виборге. Соборная школа, муниципальные школы, Выборгский зал, дом Ганса Таузена и Сельскохозяйственная школа используются для проживания беженцев.

### Послевоенное восстановление и вторая половина XX века
В 1956 году восстановлено здание городского салона, пострадавшее после диверсии во время войны. В 1956 году в Виборге размещаются венгерские беженцы (368 человек). В 1958 году открывается Виборгская уездная школа медсестёр. В 1965 году аэропорт Каруп открыт для гражданских полётов. В 1969 году открыта первая пешеходная улица.
В 1971 году Виборг вводит в эксплуатацию установку биологической очистки стоков. В 1977 году в городе открыта Специальная рабочая школа Центральной Ютландии.

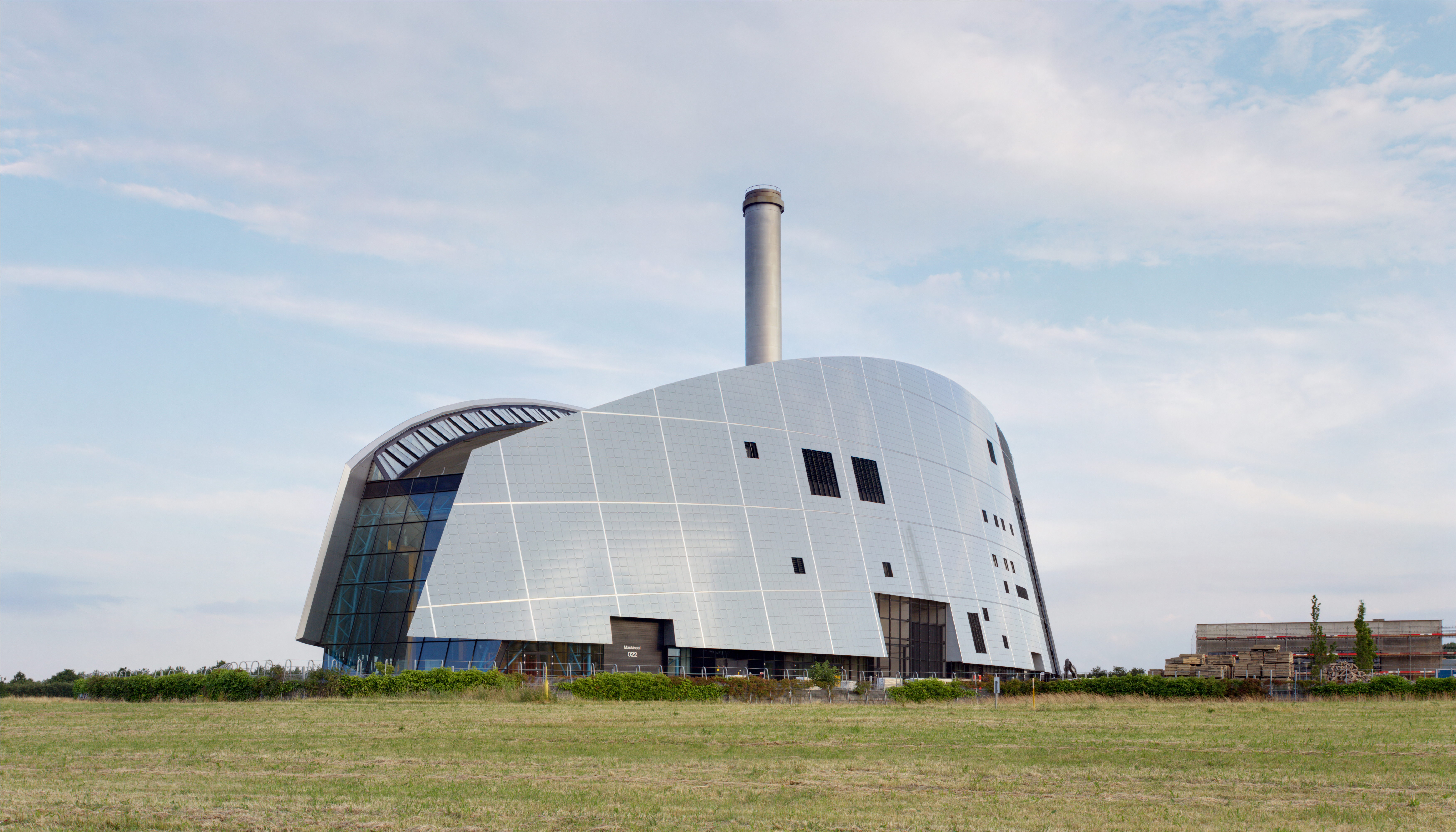
Виборгская ТЭЦ

В 1996 году введена в эксплуатацию новая Виборгская ТЭЦ. Две трети всех домов обеспечены централизованным теплоснабжением.
В 1997 году открыт Виборгский кафедральный собор. В 2001 году Виборгский муниципалитет покупает казармы, и через 136 лет Выборг уже не является гарнизонным городом.

### XXI век
В 2007 году количество муниципалитетов в Дании было сокращено с 271 до 98, а уезды были заменены 5 регионами. Виборг стал столицей региона Центральная Ютландия.

## Образование

Виборгская кафедральная школа

В Виборге находится ряд учебных заведений, в том числе Виборгская кафедральная школа. Старейшее учебное заведение Дании отметило свое 900-летие в 2000 году. Считается, что школа была основана около 1060 года, в то же время, когда город стал резиденцией епископа. Церкви необходимо было обучать мальчиков и юношей, чтобы они могли приступить к церковному служению, и с этой целью она создала школу. Её нынешний монументальный дом был построен в 1926 году для размещения большего числа учащихся, а позже школа пристроила общежитие для размещения многих студентов из отдалённых регионов или островов, расположенных не близко к спортзалу. Хотя в настоящее время эта роль в основном устарела, общежитие по-прежнему остаётся популярным решением для многих студентов, желающих уехать подальше от дома, или для небольшого числа студентов из Гренландии.
В Виборге также находится Мастерская анимации — художественная школа, расположенная в бывших армейских казармах на окраине города. Школа, получившая официальное признание датского правительства в 2003 году, предлагает студентам степень бакалавра искусств в области анимации персонажей.
Для иностранных родителей в Виборге также есть международная школа, где всё обучение ведётся на английском языке на основе Кембриджских международных экзаменов.

## Спорт

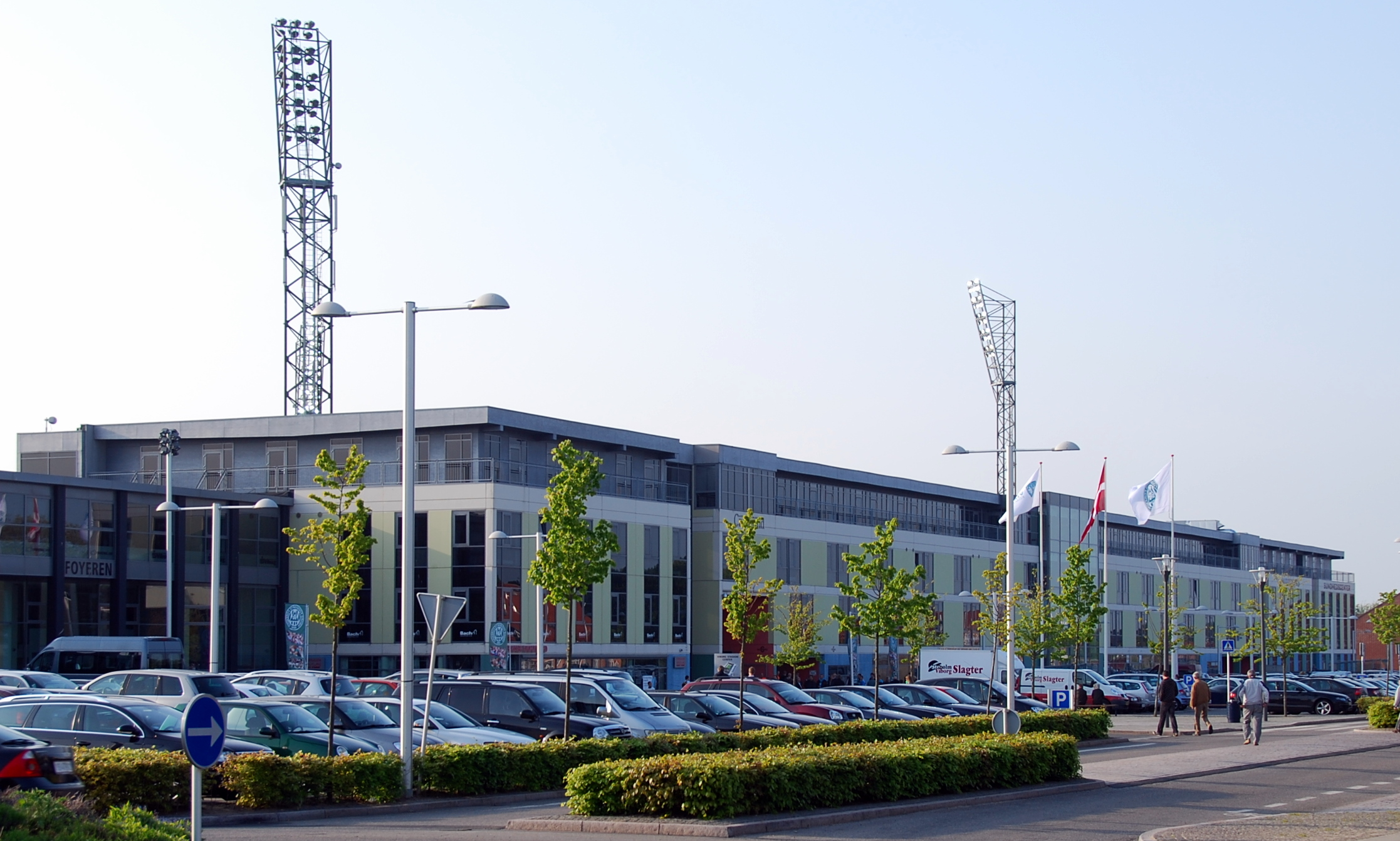
Виборгский стадион

С 1990-х годов Виборг имеет репутацию одного из ведущих спортивных городов Дании. Это началось с гандбола, популярного вида спорта в Дании, когда женская команда по гандболу вошла в пятерку лучших клубов Европы, и продолжилось, когда и мужская команда по гандболу, и профессиональная футбольная команда утвердились в своих национальных лигах. С 1998 по 2008 год «Viborg FF» был участником датской Суперлиги, достигнув рекордного уровня, выиграв кубок Дании в 2000 году.
В Виборге ежегодно проходит международный двухдневный пешеходный фестиваль Haervejsmarchen, который регулярно привлекает 8000 участников, в том числе многих из-за пределов Дании. Он включает в себя размеченные маршруты протяженностью до 45 километров за день. Прогулка связана с ассоциацией IML

## Города-партнёры
- Люнебург
- Лунд
- Дальвик
- Хамар
- Порвоо
- Кечкемет
- Мариямполе

## Известные уроженцы
- Расмуссен — датский певец, представитель Дании на Евровидении-2018.